# Fuerzas Armadas de Liberación Nacional
Les Fuerzas Armadas de Liberación Nacional (FALN) va ser una organització armada independentista de Puerto Rico, activa des de la dècada del 1970 al 1983 que va actuar en territori estatunidenc. Les FALN es van organitzar a Chicago i després a Nova York, i es van relacionar amb l'Exèrcit Popular Boricua de Filiberto Ojeda Ríos. Les FALN realitzaren al voltant de 120 atacs amb explosius contra objectius dels Estats Units d'Amèrica (EUA). L'FBI va considerar les FALN com un grup terrorista durant els seus anys d'activitat.

## Història
Les tres illes de Puerto Rico són un país no sobirà (en la forma actual d'estat lliure associat o commonwealth), sota l'autoritat dels EUA des de la seva conquesta durant la Guerra hispano-estatunidenca, materialitzada el 13 d'agost de 1898. Altres territoris presos pels Estats Units com a botí de guerra des de llavors van ser Cuba, les Filipines i Guam. Els dos primers van guanyar la seva independència el 1902 i 1946 respectivament.
El moviment independentista sempre va existir a Puerto Rico, tant sota el domini espanyol (1508-1898) com sota el domini estatunidenc fins avui. Nombrosos esdeveniments posen de manifest l'hostilitat entre el govern estatunidenc i el moviment independentista, entre ells: la massacre de Ponce el 1937, en què manifestants del Partit Nacionalista de Puerto Rico van ser abatuts a trets per la policia colonial; la revolta de Jayuya del 26 al 30 d'octubre del 1950; l'1 de novembre de 1950 va ocórrer un atemptat fallit per dos porto-riquenys per assassinar el president Harry Truman en què un agent de seguretat i un dels militants van morir; i l'1 de març de 1954 un grup de quatre persones va obrir foc al Capitoli dels Estats Units contra membres del Congrés per a reclamar-ne la independència.
Filiberto Ojeda Ríos va formar-se a Cuba, on havia viscut el 1961. Considerava que la causa de Puerto Rico era una part de la lluita de tota Llatinoamèrica contra l'imperialisme estatunidenc. Així es va convertir en un dels 10 fugitius més buscats de l'FBI, juntament amb el també machetero Víctor Manuel Gerena. Les FALN van ser similars a grups com les Panteres Negres (afroamericans) i els Boinas cafés (chicanos). Al començament, les FALN tenien com a objectiu guanyar la independència del territori de Puerto Rico i l'augment del benestar social i comunitari de la comunitat porto-riquenya als EUA. Els grups comunitaris a Chicago a favor de la comunitat porto-riquenya van ser reprimits per la policia, fet que va fer radicalitzar grups de boricues que van decidir organitzar les FALN. Óscar López Rivera, Carles Alberto Torres, Alexandria Torres, Haydee Beltrán, el pintor Elizam Escobar, Luis Rosa i altres van ser membres actius de les FALN. La majoria va haver de complir entre 18 i 30 anys de presó
Els mètodes de les FALN van ser gairebé sempre campanyes d'atemptats i robatoris armats, anunciant la seva responsabilitat a través de comunicats de premsa. En la primera d'aquelles notes, van declarar que van atacar objectius a Nova York per a debilitar el «monopoli ianqui imperialista», i van exigir l'alliberament de cinc militants capturats als EUA: Óscar Collazo (l'agressor supervivent de Harry Truman), i els quatre que van assaltar el Capitoli, Lolita Lebrón, Rafael Cancel Miranda, Andrés Figueroa i Irving Flores. La declaració contenia també l'advertència que les FALN estava obrint dos fronts de guerra, un a Puerto Rico i un altre als Estats Units continentals.
Les FALN van condemnar el reconeixement del govern veneçolà al règim de José Napoleón Duarte del Salvador i van ser partidàries del retorn de la Zona del Canal de Panamà al govern panameny.